# John Payne (calciatore)
James Esdon Payne, detto John (Camberwell, 3 dicembre 1899 – Leytonstone, 28 agosto 1942), è stato un calciatore inglese, di ruolo difensore.

## Carriera

### Nazionale
Venne convocato nella Nazionale britannica che disputò i Giochi olimpici del 1920 ma disputò neanche una partita.